# Dezső Lemhényi
Dezső Lemhényi (Budapest, 9 de diciembre de 1917-Budapest, 4 de diciembre de 2003) fue un entrenador y jugador de waterpolo húngaro.

## Biografía
Al terminar su carrera como jugador se convirtió en entrenador de waterpolo. Fue entrenador de las selecciones canadiense, francesa y húngara de waterpolo masculino. Entreno también a clubs, como al S.N. Strasbourg.
Estuvo casado con la gimnasta olímpica húngara Olga Tass-Lemhényi.

## Clubs
- Újpesti Torna Egylet ( Hungría).
- Budapesti Dózsa ( Hungría).
- S.N. Strasbourg ( Francia).

## Títulos
Como jugador de waterpolo de la selección de Hungría
- Oro en los juegos olímpicos de Helsinki 1952
- Plata en los juegos olímpicos de Londres 1948